# Asklepios Klinik Schaufling
Die Asklepios Klinik Schaufling ist ein Rehabilitationszentrum für Rehabilitanden mit neurologischen, orthopädischen und kardiologischen Erkrankungen sowie für Unfallverletzte im Ortsteil Sanatorium am Hausstein der Gemeinde Schaufling bei Deggendorf.

## Geschichte
Die Gründung der Klinik ging auf das Engagement des im Jahr 1898 gegründeten Vereins zur Gründung eines Sanatoriums für Lungenkranke aus dem Mittelstande in Bayern zurück, der im Jahr 1900 das Grundstück am Hausstein erwarb. Der Grundstein der Klinik wurde am 7. Oktober 1905 gelegt.  Am 14. Juni 1908 eröffnete das nach Plänen des Architekten Hans Grässel erbaute „Sanatorium für Lungenkranke aus dem Mittelstand am Hausstein im bayerischen Wald“ in Anwesenheit von Ludwig Ferdinand von Bayern. Zunächst konnten in dem Sanatorium 77 Patienten stationär versorgt werden. In den folgenden Jahrzehnten wurden mehrere An- und Erweiterungsbauten vorgenommen, so dass der Altbau schließlich seine heutige Länge von 130 m
erreichte.
Nach dem Ausbau des Dachgeschosses konnten schließlich bis zu 200 Patienten versorgt werden. Ab dem Jahr 1933 nahm der Trägerverein des Sanatoriums, der die veränderten politischen Verhältnisse begrüßte, keine jüdischen Patienten mehr auf und schloss jüdische Mitglieder aus. Im Jahr 1939 wurde der Gründungsverein aufgelöst und als Träger von der Stiftung „Sanatorium am Hausstein“ abgelöst. 1975 wurde das Lungensanatorium aufgrund rückläufiger Patientenzahlen geschlossen. Die Tuberkulose – Hauptdiagnose vieler der hier Behandelten – verlor durch  bessere medikamentöse Behandlungsmöglichkeiten an Bedeutung.
Eine neue Nutzung der Gebäude war schwierig zu realisieren – entsprechend wechselhaft verlief ihre Geschichte in den folgenden Jahren. Zunächst wurde eine Nutzung als Wohngelegenheit für 300 bis 500 Asylbewerber angedacht, was aber am Widerstand der umliegenden Gemeinden scheiterte. 1980 erfolgte die Veräußerung an die „Vilshofer Immobilien- und Treuhandgesellschaft“. Ein Jahr später wurde es von der „Hausstein Grundstücks GmbH“ erworben. Ab dem Jahr 1982 fanden kostspielige Renovierungen statt, jedoch ging der Neubesitzer aufgrund der erheblichen finanziellen Belastungenunter zwei Jahre später in Konkurs.
1987 wurde die Klinik durch die Bavaria-Klinik-Gruppe gekauft und ein Jahr später als Rehabilitationszentrum für Neurologische und Orthopädische Erkrankungen eröffnet. Hierzu wurden mehrere Anbauten errichtet, die es ermöglichen, bis zu 494 Patienten aufzunehmen. 1998 musste die Bavaria Klinik aufgrund der Krise in der Rehabilitation und den rückläufigen Patientenzahlen zunächst Vergleich und dann Konkurs anmelden.
Im September 1999 übernahm die Asklepios Kliniken GmbH die Klinik Bavaria am Hausstein in Schaufling mit einem medizinischen und therapeutischen Konzept für die Abteilung Neurologische und Neuropsychologische Rehabilitation sowie für die Abteilung Orthopädische, Traumatologische und Rheumatologische Rehabilitation. Pro Jahr werden in der Klinik rund 3.450 Patienten behandelt.
Im Jahr 2021 wurde auf dem Dach des Gebäudes eine Solaranlage eingerichtet. Die Anlage gewinnt Wärme über Vakuumröhrenkollektoren und soll unter anderem den Betrieb der energiereichen Bereiche für Bewegungstherapie im ganzjährig beheizten klinikeigenen Schwimmbad langfristig kostengünstiger machen. Die Maßnahmen zum Ausbau der Möglichkeiten zum Nutzen regenerativer Energien werden im Rahmen des „Green Hospital Programms“ realisiert.

## Abteilungen
In den drei Fachabteilungen der Klinik werden auf Basis medizinischer Leitlinien und unter dem Prinzip der interdisziplinären Zusammenarbeit Maßnahmen zur Rehabilitation angeboten.
- Neurologie und Neuropsychologie mit speziellen Behandlungsprogrammen unter anderem für Schlaganfall, Schädel-Hirn-Verletzungen oder Epilepsie[8]
- Orthopädie und Unfallchirurgie mit Angeboten beispielsweise für die Behandlung akuter und chronischer Schmerzen, rheumatischer Erkrankungen oder Osteoporose[8]
- Kardiologie und Angiologie, unter anderem für die Behandlung koronarer Herzerkrankung nach Ballondilatation, Stentimplantation oder nach Bypass-Operation[8]

Zudem bietet die Klinik Schaufling Physio- und Sporttherapie, Therapien im Gehzentrum, Gleichgewichts- und Schwindeltherapie. spezielle Schmerztherapien, Naturheilverfahren, Entspannungstherapie und Ernährungsberatung an.